# Sylvestrova medalja
Sylvestrova medalja je bronasta medalja, ki jo podeljuje londonska Kraljeva družba za spodbujanje matematičnega raziskovanja. Spremlja jo denarna nagrada 1000 £. Imenuje se po Jamesu Josephu Sylvestru, Savileovem profesorju geometrije na Univerzi v Oxfordu v 1880-tih. Prvič so jo podelili leta 1901 na pobudo skupine Sylvestrovih prijateljev (v glavnem Raphaela Meldole) po njegovi smrti leta 1897. Na začetku so jo podeljevali vsake tri leta, denarna nagrada pa je znašala približno 900 £. Kraljeva družba je leta 2009 objavila, da bo podeljevala medaljo vsaki dve leti in to 'znanstveniku v zgodnjih ali srednjih letih' namesto uveljavljenem matematiku. Nagrajenca izbere nagradni odbor Družbe, ki obravnava fizikalne znanosti, ne pa bioloških.
Nagrado je do sedaj kot edina ženska prejela Mary Lucy Cartwright.

## Seznam prejemnikov
| leto | ime                            | narodnost           |
| ---- | ------------------------------ | ------------------- |
| 1901 | Henri Poincaré                 | Francija            |
| 1904 | Georg Ferdinand Cantor         | Nemčija             |
| 1907 | Wilhelm Wirtinger              | Avstrija            |
| 1910 | Henry Frederick Baker          | Združeno kraljestvo |
| 1913 | James Whitbread Lee Glaisher   | Združeno kraljestvo |
| 1916 | Jean Gaston Darboux            | Francija            |
| 1919 | Percy Alexander MacMahon       | Združeno kraljestvo |
| 1922 | Tullio Levi-Civita             | Italija             |
| 1925 | Alfred North Whitehead         | Združeno kraljestvo |
| 1928 | William Henry Young            | Združeno kraljestvo |
| 1931 | Edmund Taylor Whittaker        | Združeno kraljestvo |
| 1934 | Bertrand Russell               | Združeno kraljestvo |
| 1937 | Augustus Edward Hough Love     | Združeno kraljestvo |
| 1940 | Godfrey Harold Hardy           | Združeno kraljestvo |
| 1943 | John Edensor Littlewood        | Združeno kraljestvo |
| 1946 | George Neville Watson          | Združeno kraljestvo |
| 1949 | Louis Joel Mordell             | Združeno kraljestvo |
| 1952 | Abraham Samojlovič Bezikovič   | Rusija              |
| 1955 | Edward Charles Titchmarsh      | Združeno kraljestvo |
| 1958 | Max Newman                     | Združeno kraljestvo |
| 1961 | Philip Hall                    | Združeno kraljestvo |
| 1964 | Mary Lucy Cartwright           | Združeno kraljestvo |
| 1967 | Harold Davenport               | Združeno kraljestvo |
| 1970 | George Frederick James Temple  | Združeno kraljestvo |
| 1973 | John William Scott Cassels     | Združeno kraljestvo |
| 1976 | David George Kendall           | Združeno kraljestvo |
| 1979 | Graham Higman                  | Združeno kraljestvo |
| 1982 | John Frank Adams               | Združeno kraljestvo |
| 1985 | John Griggs Thompson           | ZDA                 |
| 1988 | Charles Terence Clegg Wall     | Združeno kraljestvo |
| 1991 | Klaus Friedrich Roth           | Združeno kraljestvo |
| 1994 | Peter Whittle                  | Nova Zelandija      |
| 1997 | Harold Scott MacDonald Coxeter | Združeno kraljestvo |
| 2000 | Nigel James Hitchin            | Združeno kraljestvo |
| 2003 | Lennart Axel Edvard Carleson   | Švedska             |
| 2006 | Peter Swinnerton-Dyer          | Združeno kraljestvo |
| 2009 | John Macleod Ball              | Združeno kraljestvo |
| 2010 | Graeme Segal                   | Združeno kraljestvo |
| 2012 | John Francis Toland            | Združeno kraljestvo |
| 2014 | Ben Joseph Green               | Združeno kraljestvo |
| 2016 | William Timothy Gowers         | Združeno kraljestvo |